# Ascari

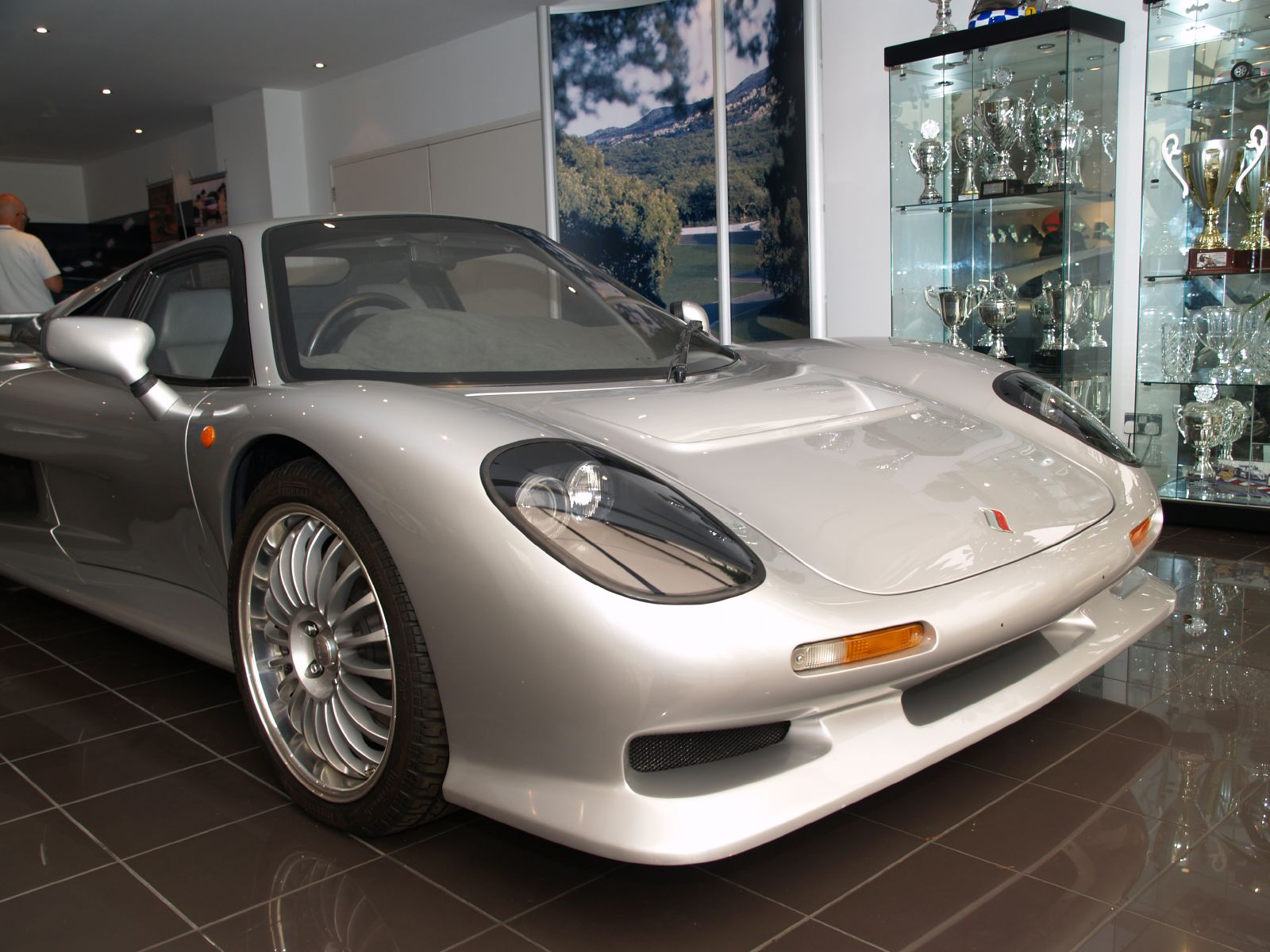
Ascari Ecosse

Ascari var en tillverkare av supersportbilar från Dorset i England som startades 1995. Namngiven efter den första dubbla världsmästaren i Formel 1, Alberto Ascari. Bilmodellerna heter till exempel Ecosse, KZ1 och A10. Ascari har startat en "Race Resort" med egen bana i södra Spanien, den första Race Resort i världen.